# Laurent Clozel
Laurent Clozel (* 23. Oktober 1953 in Gap) ist ein französischer Mathematiker, der sich mit dem Langlands-Programm beschäftigt.

## Leben
Clozel studierte ab 1972 an der École normale supérieure und wurde bei Michel Duflo promoviert. Von 1984 bis 1985 war er Assistant Professor an der Princeton University, anschließend 1985 bis 1987 Professor an der University of Michigan. 1986 erhielt er ein Forschungsstipendium der Alfred P. Sloan Foundation (Sloan Research Fellowship). Er war mehrmals am Institute for Advanced Study tätig. Er ist Professor an der Universität Paris-Süd in Orsay.
1999 erhielt er den Elie-Cartan-Preis der französischen Akademie der Wissenschaften zu Arbeiten über Basenwechsel in der Theorie automorpher Formen. 1994 bis 1999 war er Mitglied des Institut Universitaire de France. 1986 war er Invited Speaker auf dem Internationalen Mathematikerkongress (ICM) in Berkeley (Base change for GL(n)).
Mit Richard Taylor, Nicholas Shepherd-Barron und Michael Harris bewies er die Sato-Tate-Vermutung (von Mikio Satō und John T. Tate).

## Schriften
- mit James Arthur: Simple algebras, base change and the advanced theory of the trace formula, Annals of Mathematical Studies, Princeton University Press, 1989
- mit James Milne (Herausgeber): Automorphic forms, Shimura Varieties and L-Functions, Proc. Conf. Univ. Michigan, Ann Arbor 1988, 2 Bände, Academic Press, 1990 (darin von Clozel: Motifs et formes automorphes: applications du principe de fonctorialite)
- mit Nicolas Bergeron: Spectre automorphe des variétés hyperboliques et applications topologique, Société mathématique de France, 2005
- Anhang in Jean-Pierre Labesse: Cohomologie, stabilisation et changement de base, Astérisque, Nr.  257, 1999
- The Sato-Tate Conjecture, in Barry Mazur, Wilfried Schmid, Shing-Tung Yau u. a. (Herausgeber): Current Developments in Mathematics, American Mathematical Society, 2000